# 11713 Stubbs
11713 Stubbs è un asteroide della fascia principale. Scoperto nel 1998, presenta un'orbita caratterizzata da un semiasse maggiore pari a 2,5350839 UA e da un'eccentricità di 0,1222862, inclinata di 11,25498° rispetto all'eclittica.